# Ewa Skoog Haslum
Ewa Ann-Sofi Skoog Haslum, född Skoog 26 mars 1968 i Hovs församling i Kristianstads län, är en svensk sjöofficer (viceamiral) som sedan 2024 är chef för Försvarsmaktens operationsledning. Hon var 2020–2024 marinchef och 2017–2020 vicerektor vid Försvarshögskolan.  I samband med att hon tillträdde som vicerektor blev hon Sveriges första kvinnliga flaggman.

## Biografi
Ewa Skoog Haslum växte upp i Torekov och gjorde sin värnplikt som radiotelegrafist ombord på korvetten Stockholm 1987–1988. Hon avlade sjöofficersexamen 1990 och utnämndes samma år till fänrik vid Första ytattackflottiljen, där hon 1993 befordrades till löjtnant och 1995 till kapten. Hon har haft befattningar som bland annat artilleriofficer, stridsledningsofficer innan hon 2001 blev befordrad till örlogskapten och efter tjänstgöring på Högkvarteret återvände till sjöss 2004 och blev sekond. År 2006 blev hon utsedd till fartygschef för korvetten Sundsvall och förde befälet över Sundsvall bland annat då fartyget mellan april och augusti 2007 tillhörde UNIFIL-styrkan i Libanon.
I juli 2008 lämnade hon befattningen som fartygschef för att gå Försvarshögskolans chefsprogram, från vilket hon examinerades 2010 och erhöll befordran till kommendörkapten. I januari 2014 blev hon kommendör och chef för Fjärde sjöstridsflottiljen, en befattning hon innehade till dess hon den 1 december 2016 blev flottiljamiral och i mars 2017 vicerektor vid Försvarshögskolan. Den 11 december 2019 beslutade Sveriges överbefälhavare att Skoog Haslum blir ny marinchef från och med 21 januari 2020. Hon befordrades samtidigt till konteramiral. Den 25 oktober 2024 utsåg regeringen henne till ny chef för Försvarsmaktens operationsledning. Denna tjänst tillträder hon 15 november 2024. I samband med detta befordras hon till viceamiral.
Under perioden 2010–2017 tjänstgjorde hon en månad om året också som adjutant till kronprinsessan Victoria.
Ewa Skoog Haslum invaldes som ledamot av Kungliga Krigsvetenskapsakademien 2018 och som ledamot av Kungliga Örlogsmannasällskapet 2020. Skoog Haslum har också tillägnats en marsch med titeln Amiral Skoog Haslums marsch komponerad av Robin Wahl. År 2020 blev hon av Framtidsgalan nominerad och utsedd till "Årets Inspiratör" med motiveringen "Hon är en individ som banar nya vägar och inspirerar fler kvinnor till en karriär i Försvarsmakten. Ewa visar att en kvinna kan ta sig till toppen i en av de mest mansdominerade organisationerna”.

## Befordran
- 1990: Fänrik
- 1993: Löjtnant
- 1995: Kapten
- 2001: Örlogskapten
- 2010: Kommendörkapten
- 2014: Kommendör
- 2016: Flottiljamiral
- 2020: Konteramiral
- 2024: Viceamiral

## Utmärkelser
- H.M. Konungens medalj i 8:e storleken med Serafimerordens band[15]